# تيسوكي تاناكا
تيسوكي تاناكا (باليابانية: 田中禎助؛ بالكانا: たなか ていすけ) هو متسابق دراجات نارية ياباني. نافس في سباقات بطولة العالم لفئة 250 سي سي ولفئة 125 سي سي ولفئة 50 سي سي. كما شارك في كأس جزيرة مان السياحية. بدأ المنافسة في بطولة العالم سنة 1960 مع فريق هوندا. أفضل موسم له كان موسم سنة 1962 عندما جاء في المركز السادس في بطولة العالم لفئة 125 سي سي.